# Kargil (huyện)
Huyện Kargil là một huyện thuộc bang Jammu và Kashmir, Ấn Độ. Thủ phủ huyện Kargil đóng ở Kargil. Huyện Kargil có diện tích 14036 ki lô mét vuông. Đến thời điểm năm 2001, huyện Kargil có dân số 115227 người.